# Fu Shou

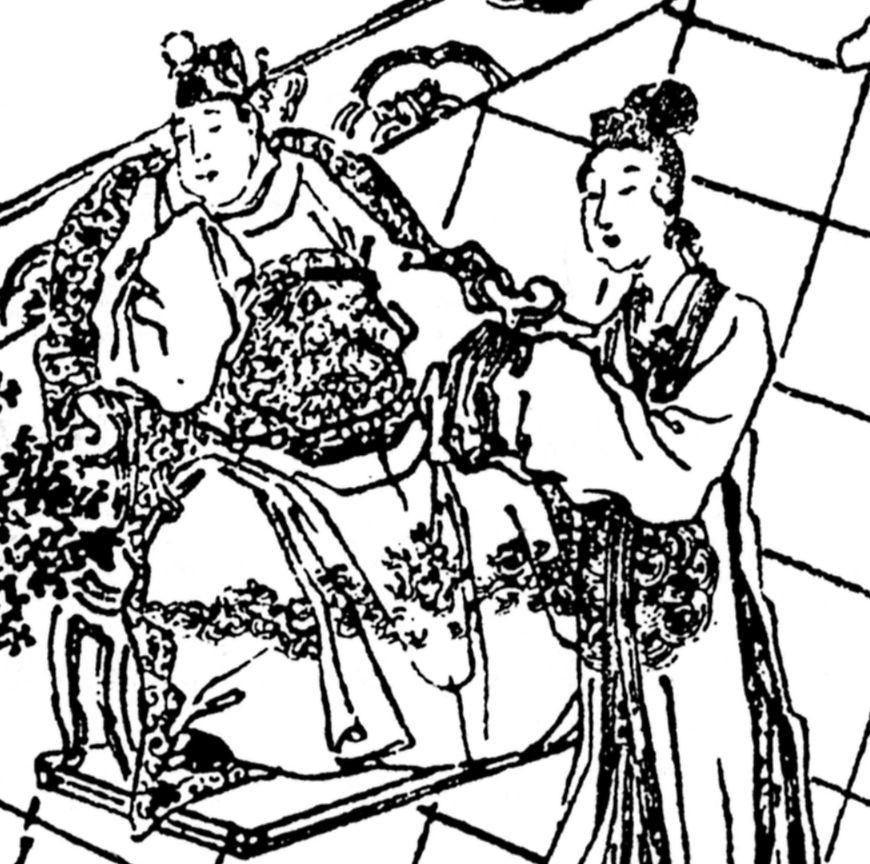
Han Xian och Fu Shou.

Fu Shou, född okänt år, död 8 januari 215, var en kinesisk kejsarinna, gift med kejsar Han Xiandi.

## Biografi
Fu Shou var dotter till Fu Wan, markis av Buqi, och Ying. 
Fu Shou placerades i Kinas kejserliga harem som kejsarens gemål år 190. Hon fick titeln kejsarinna 20 maj år 195. Parets relation beskrivs som lycklig, och de fick tre söner tillsammans.
Under denna tid levde kejsaren i praktiken som gisslan under kontroll av den krigsherre som hade övertaget i landet för stunden, och de utsattes båda för förödmjukelser under den tid när kejsarhovet behärskades av krigsherrar. Till exempel blev kejsarinnan bestulen på siden hon själv bar med sig när hovet flyttades mellan en stad till en annan, av de vakter den då regerande krigsherren hade tilldelat henne som livvakter.
Från 196 behärskades Kina av krigsherren Cao Cao, som höll kejsarparet som gisslan. När Cao Cao år 200 avrättade kejsarens konkubin Dong sedan han upptäckt att dennas far planerat en komplott mot honom, skrev Fu Shou till sin egen far och bad honom om råd om hur hon skulle kunna avsätta Cao Cao från makten. Fadern vågade inte svara, men hennes brev upptäcktes år 215 av Cao Cao, som lät arrestera henne i den maktlösa kejsarens åsyn, varefter han fängslade och dödade henne.